# Georg Friedrich Fickert
Georg Friedrich Fickert, född 20 november 1758 och död 6 maj 1815. Kyrkoherde och psalmförfattare i Wilkau, Schlesien.

## Psalmer
- O att den elden redan brunne, originaltitel O daß doch bald dein Feuer brennte diktad 1812 och översattes av Lina Sandell Berg 1861. Finns på Wikisource.